# Parmelia barrenoae
A Parmelia barrenoae é uma espécie de líquen folioso da grande família Parmeliaceae. Foi formalmente descrita como uma nova espécie em 2005. Antes disso, era considerada parte de um grupo de liquens do complexo de espécies Parmelia sulcata [en], que reúne espécies semelhantes geneticamente distintas. A Parmelia barrenoae tem uma distribuição ampla, ocorrendo na Europa, oeste da América do Norte, África e Ásia.
O talo folioso, de cor cinza-esverdeado a cinza-esbranquiçado, pode atingir até 10 cm de diâmetro. A superfície do talo apresenta poros minúsculos para troca gasosa e propágulos vegetativos conhecidos como sorédios. O líquen geralmente cresce sobre cascas de árvores, mas ocasionalmente é encontrado em rochas cobertas de musgo em locais abertos e ensolarados. As espécies semelhantes Parmelia submontana [en] e Parmelia sulcata podem ser diferenciadas de Parmelia barrenoae por pequenas variações morfológicas. Estudos indicam que Parmelia barrenoae é sensível à poluição atmosférica, sendo proposta como um indicador de florestas bem conservadas e manejadas de forma sustentável.

## Taxonomia
O líquen foi formalmente descrito como uma nova espécie em 2005 por Pradeep Divakar, Maria del Carmen Molina e Ana Crespo. O holótipo foi coletado em Cruz del Gallo (Navalperal de Tormes, Província de Ávila, Espanha), a uma altitude de 1300 m, onde crescia sobre um carvalho Quercus pyrenaica. O epíteto específico barrenoae homenageia a liquenóloga espanhola Eva Barreno, "em reconhecimento às suas numerosas contribuições à liquenologia e ao seu importante papel no desenvolvimento da liquenologia espanhola".
A Parmelia barrenoae é morfologicamente semelhante à espécie comum e amplamente distribuída Parmelia sulcata. Investigações moleculares anteriores indicaram alta variabilidade genética entre espécimes classificados como Parmelia sulcata, sugerindo a presença de espécies crípticas. O estudo de 2005 analisou esse complexo de espécies e demonstrou que os espécimes antes designados como Parmelia sulcata podiam ser organizados em quatro clados distintos. Um desses clados corresponde ao morfotipo descrito como a nova espécie. Outros membros do complexo de P. sulcata incluem P. fraudans, P. praesquarrosa, P. encryptata e P. squarrosa. Estima-se que Parmelia barrenoae tenha divergido de seus parentes mais próximos (P. encryptata e P. squarrosa) no final do Mioceno, há cerca de 6,3 milhões de anos.

## Descrição
A Parmelia barrenoae possui um talo folioso com fixação firme a frouxa em seu substrato, alcançando 5 a 10 cm de diâmetro. Os lobos são contíguos a sobrepostos, com pontas curtas e arredondadas, medindo 2 a 7 mm de largura. Os lobos mais velhos tendem a se curvar para trás. A superfície superior do talo é cinza-esverdeada a cinza-esbranquiçada, com textura inicialmente foveolada (coberta de pequenos sulcos) antes de se tornar reticulada e rachada. A espessura do talo varia; dependendo se medida nas áreas centrais ou nas margens, vai de 200 a 375 μm. Desse total, o córtex tem 25 a 37,5 μm de espessura, a camada do fotobionte cerca de 30 a 40 μm, a medula 120 a 200 μm e o córtex inferior escurecido 25 a 40 μm. Essa camada inferior, que dá a cor preta à parte de baixo do talo, é um tecido do tipo paraplectênquima, com hifas fúngicas orientadas em todas as direções. A camada do fotobionte em espécimes maduros é contínua, enquanto em exemplares jovens é organizada em agregados discretos de glomérulos (grupos de células do fotobionte).
As pseudocifelas são poros minúsculos no córtex que permitem a troca gasosa no tecido do líquen; em Parmelia barrenoae, são numerosas no talo, aparecendo tanto na superfície (laminais) quanto nas margens (marginais). As pseudocifelas marginais distribuem-se de forma mais ou menos uniforme, enquanto as laminais têm formas lineares a irregulares e ocorrem principalmente em elevações. No centro do talo, elas são separadas, mas formam uma rede próxima à periferia. Os sorálios, regiões descorticadas na superfície do talo onde se produzem sorédio, são escassos, laminais e desenvolvem-se a partir de pseudocifelas rachadas e envelhecidas. Têm formato linear a irregular, e os sorédio (grupos microscópicos de células algais e hifas frouxamente entrelaçadas) são granulares. A medula é branca. As rizinas na superfície inferior preta do talo são moderadamente abundantes, simples a bifurcadas, não esquarrosas (sem ramificações em ângulos retos), medindo 1–2 mm de comprimento. Não há apotécios nem picnídios nesta espécie. O parceiro fotobionte do líquen é uma alga verde do gênero Trebouxia (não identificada até a espécie).
Os resultados esperados para testes químicos padrão são: córtex K+ (amarelo); medula K+ (amarelo tornando-se vermelho), C−, PD+ (laranja-avermelhado). Atranorina e ácido salazínico são dois metabolitos secundários presentes no líquen.

### Espécies semelhantes
Existem outros liquens do gênero Parmelia com aparência próxima o suficiente de P. barrenoae para serem confundidas. Por exemplo, a presença de sorálios laminais e ácido salazínico em P. barrenoae é semelhante a P. sulcata. Contudo, duas características principais separam as espécies: P. barrenoae tem rizinas simples e bifurcadas, enquanto P. sulcata possui rizinas esquarrosas abundantemente ramificadas. Embora a diferença na estrutura das rizinas seja um traço distintivo importante, é preciso cuidado ao interpretar espécimes mais antigos (especialmente de herbários), pois rizinas esquarrosas podem ter se degradado com o tempo. Além disso, em P. barrenoae, as pseudocifelas rapidamente formam sorálios marginais e laminais menos desenvolvidos que em P. sulcata. Essa diferença na estrutura das pseudocifelas resulta de variações na forma que essas estruturas são formadas. Em P. barrenoae, os sorálios, originados de pseudocifelas lineares, tendem a erodir nas margens durante o desenvolvimento, deixando áreas de medula mais claras em contraste com o córtex escuro, o que pode contorcer o talo e curvar as margens. Já em P. sulcata, os sorálios não erodem, acumulando-se nas margens, e o talo raramente se curva.
A Parmelia barrenoae também pode ser confundida com P. submontana, já que ambas são sorediadas e têm rizinas simples ou bifurcadas. No entanto, os sorálios de P. submontana são erguidos, semelhantes a dedos e orbiculares (como isídios ou sorálios pustulados), e seus lobos são longos, separados e convolutos.

## Habitat e distribuição
Descrita inicialmente em Ávila, e alguns anos depois nas montanhas de Castellón e em Astúrias, a distribuição geográfica de Parmelia barrenoae expandiu-se consideravelmente com relatos de outros pesquisadores. Em 2010, foi registrada na América do Norte e na África. Na América do Norte, ocorre no oeste dos Estados Unidos, com espécimes coletados na Califórnia, Idaho, Oregon e Washington. Na África, está presente na cordilheira do Médio Atlas, em Marrocos. Em 2016, foi relatada na Polônia, em 2017 na Macedônia, e em 2018 na Turquia e Ásia pela primeira vez. Em 2021, foi registrada na Hungria, Eslováquia e Suécia. Em algumas áreas, sua distribuição exata ainda não é bem conhecida devido à confusão histórica com P. sulcata.
No Mediterrâneo, Parmelia barrenoae é amplamente distribuída em cascas de carvalhos e coníferas, aparecendo ocasionalmente em rochas cobertas de musgo em locais abertos e ensolarados. Na região, ocorre em altitudes moderadas, entre 800 e 1800 m. Frequentemente coexiste com Parmelia serrana [en] e várias espécies de Lobaria. Na Hungria e Eslováquia, foi encontrada em florestas de carvalho e cárpino a altitudes entre 260 e 500 m. No oeste da América do Norte, tende a ocorrer em florestas de coníferas desérticas ou de coníferas-carvalhos a altitudes moderadas de 450 a 2200 m. Na África, sua preferência é por florestas de coníferas-carvalhos em altitudes moderadas é semelhante ao habitat mediterrâneo. Estudos observacionais na região mediterrânea sugerem que Parmelia barrenoae é sensível à poluição atmosférica, aparecendo apenas em florestas livres de impactos diretos de poluentes. Por isso, foi proposta como um indicador de florestas bem conservadas e manejadas de forma sustentável.